# Desmophyes haematogaster
Desmophyes haematogaster är en nässeldjursart som beskrevs av Grace Odel Pugh 1992. Desmophyes haematogaster ingår i släktet Desmophyes och familjen Prayidae. Inga underarter finns listade i Catalogue of Life.